# Henrik Shipstead

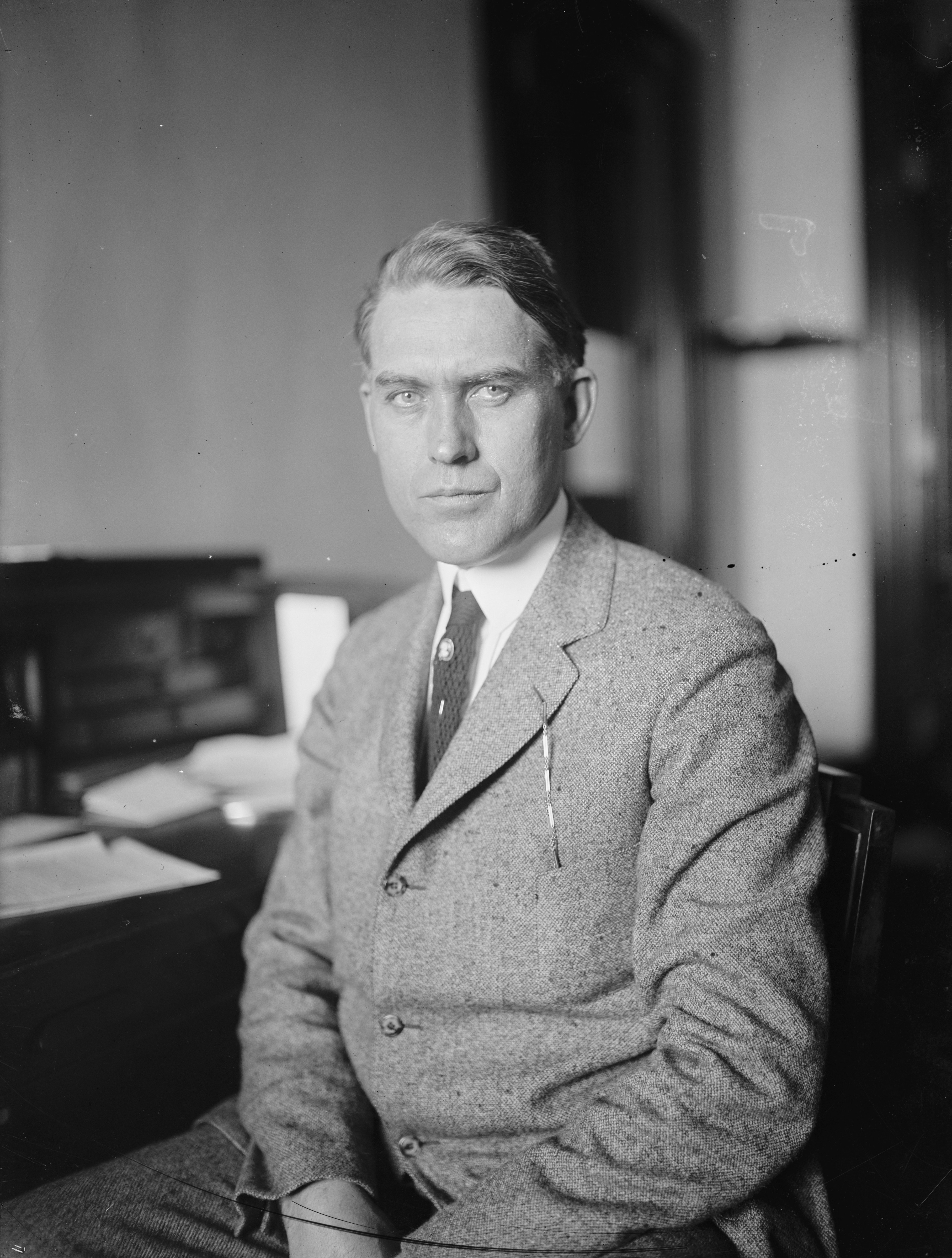
Henrik Shipstead

Henrik Shipstead (* 8. Januar 1881 in der Burbank Township, Kandiyohi County, Minnesota; † 26. Juni 1960 in Alexandria, Minnesota) war ein US-amerikanischer Politiker.
Shipstead studierte an der Northwestern University, Chicago; wo er 1903 in Zahnmedizin graduierte. 1904 bis 1920 war er praktizierender Zahnarzt in Glenwood, dessen Bürgermeister er von 1911 bis 1913 auch war. In den Jahren 1917 und 1918 gehörte er  als gewählter Abgeordneter dem Repräsentantenhaus von Minnesota an. 1920 zog er nach Minneapolis, wo er weiter als Zahnarzt arbeitete. Nachdem er bei den Wahlen in den United States Congress 1918 und die Wahl zum Gouverneur von Minnesota 1920 keinen Erfolg hatte, wurde er 1922 für die Bauern- und Arbeiterpartei von Minnesota in den US-Senat gewählt und war vom 23. März 1923 bis zum 3. Januar 1947 US-Senator für den Bundesstaat Minnesota.
Ende der 1930er Jahre verließ er die Bauern- und Arbeiterpartei, da sie aus seiner Sicht kommunistisch unterwandert war. Bei den Wahlen 1940 trat er daher für die Republikanische Partei an.
Seine politische Karriere endete, nachdem er gegen den Beitritt der Vereinigten Staaten zu den Vereinten Nationen gestimmt hatte und daraufhin von den Republikanern nicht mehr als Senatskandidat aufgestellt wurde.